# Ферменные конструкции МКС
Ферменные конструкции — это одна из новых технологий, использованных НАСА при строительстве Международной космической станции. Фермы, доставляемые на орбиту шаттлом, монтируются его экипажем и служат для негерметичного хранения грузов, установки радиаторов, солнечных батарей, различного оборудования. Ферменные конструкции на МКС образуют так называемую ITS (англ. Integrated Truss Structure, Объединённая ферменная структура).
Широкое использование ферменных конструкций при космическом строительстве было запланировано в первоначальном американском проекте станции «Фридом» (англ. Freedom), который позднее, объединившись с российским проектом «Мир-2» и европейским «Колумб» (англ. Columbus), стал основой будущей международной станции. Согласно ранним планам НАСА, на орбиту должны были выводиться детали металлоконструкций, из которых астронавты должны были бы собирать сами фермы, прямо в открытом космосе. Однако несмотря на определённые выгоды такого решения, для того чтобы удержать проект МКС во временных рамках в условиях нестабильного финансирования и снизить вероятность нештатных ситуаций, было принято решение доставлять на орбиту предварительно собранные элементы ферменных конструкций, которые бы легко монтировались экипажем шаттла.

## Элементы

### Z1
«Z1» (англ. Z1 Truss) —  ферменная конструкция на зенитном порту модуля Юнити, смонтированная экипажем шаттла «Дискавери» в ходе сборочной миссии МКС 3A (миссия шаттла STS-92), сейчас не являющаяся основным элементом ITS, и служившая на ранних этапах сборки Международной космической станции временной площадкой для размещения фермы «P6» и элементом крепления американских солнечных батарей, установленных на модуле «Юнити» во время полёта шаттла «Индевор» (STS-97), для обеспечения энергетических потребностей станции.
Конструкция фермы включает два плазменных разрядника, снимающих электростатический заряд, возникающий от трения станции об атмосферу, два модуля преобразователей постоянного тока, четыре гироскопа CMG (Control Moment Gyro), служащих для стабилизации станции, часть линии коммуникационной системы S-диапазона, коммуникационную систему Ku-диапазона, первичный и вторичный распределители энергии, оборудование системы термического контроля, механическое крепление для дальнейшего развития ITS, и роботизированное оборудование для выполнения внекорабельной деятельности.
Коммуникационная система S-диапазона ITS состоит из двух избыточных линий, каждая из которых содержит по три заменяемых на орбите модуля и по две антенны, а также сигнальный процессор основного диапазона, транспондер системы слежения и ретрансляции данных и ещё одну группу антенн радиодиапазона, состоящую из двух направленных антенн с малым и высоким усилением.
Основная часть фермы находится в условиях вакуума, однако в ней есть герметичный объём в несколько кубометров для технического доступа к электрике фермы, использующийся также в качестве склада.

### P6
«P6» (англ. P6 Truss) — вторая ферменная конструкция, запущенная к МКС после «Z1». Представляет собой энергетический модуль с двумя солнечными батареями длиной 36,58 метра каждая. Кроме этого внутри фермы смонтировано различное электротехническое и электронное оборудование, необходимое для преобразования, распределения и передачи полученной электроэнергии. «P6» была доставлена на станцию шаттлом «Индевор» (сборочная миссия МКС 4А, миссия шаттла STS-97); 3 декабря 2000 года была установлена во временную позицию на ферме «Z1». Установка этой конструкции стала важным этапом для энергообеспечения научной программы станции и функционирования американского сегмента. В 2007 году, в ходе миссии STS-120, ферму «P6» перенесли на постоянную позицию с краю ITS, за «Р5».

### S0
«S0» (англ. S0 Truss, полное название Center Integrated Truss Assembly (ITS) Starbord 0 (S-Zero) Truss) — ферменная конструкция длиной 13,4 метра и шириной 4,6 метра. Ферма весит 13,971 килограмм и в настоящее время служит центральной конструкционной основой ITS. Она была присоединена к лабораторному модулю «Дестини» в ходе сборочной миссии МКС 8A (миссия шаттла STS-110) 11 апреля 2002 года. Кроме своего структурного предназначения, как основного конструктивного элемента ITS, ферма «S0» также выполняет соединительную функцию между герметичными модулями МКС и внешними устройствами, расположенными на ITS. Через кабели и трубопроводы, размещённые на «S0», передаётся электроэнергия, данные, видеосигнал, а также аммиак для активной системы температурного контроля (Active Thermal Control System). Ферма также служит креплением для различного электронного оборудования, такого как устройства переключения основной шины, четыре преобразователя напряжения постоянного тока и четыре сборки распределителей вторичной энергии. Кроме этого на ферме смонтированы четыре антенны спутниковой навигации GPS и два гироскопа.
Тыльную сторону (со стороны американского сегмента станции) ферменной конструкции «S0» занимает 6,4-метровая панель радиатора, который рассеивает тепло, выделяемое контейнерами с электроникой. На лицевой стороне «S0» и ещё десяти ферм размещены рельсы для Mobile Transporter — подвижной тележки, перемещающей главную «руку» станции, канадский манипулятор «Канадарм-2», вдоль всей длины Объединённой ферменной структуры (ITS).
Габариты: 13,4 x 4,6 метра (44 x 15 фута)

Масса: 13971 кг (30800 фунтов)
Именно в S0, в её геометрическом центре, расположен центр системы координат станции (SSACS).

### S1
«S1» (англ. S1 Truss, полное название Starboard Side Thermal Radiator Truss) — ферменная конструкция, присоединённая к правому борту фермы «S0» 10 октября 2002 года (шаттл «Атлантис», сборочная миссия МКС 9A, миссия шаттла STS-112). На ферме размещены рельсовые пути для тележки «Канадарма-2» и робокара (Crew and Equipment Translation Aid cart), предназначенного для перемещения экипажа и оборудования в ходе внекорабельной деятельности. Кроме этого в конструкции размещены радиаторы и другое оборудование для активной системы температурного контроля ATCS, в контурах охлаждения используется аммиак. Роторная радиаторная стойка поворачивает три радиатора на угол 105°, чтобы обеспечивать их постоянное нахождение в тени, а также подводит к ним электроэнергию и аммиак. На ферме размещены камеры и осветительные приборы, оборудование и антенны для системы связи S-диапазона.
Габариты: 13,7 x 4,6 x 1,8 метра (45 x 15 x 6 фута)

Масса: 14124 кг (31137 фунтов)

### P1
«P1» (англ. P1 Truss, полное название Port Side Thermal Radiator Truss) — ферменная конструкция, размещённая на левом борту центрального сегмента «S0». По своему устройству и предназначению является почти зеркальной копией фермы «S1». Смонтирована 26 ноября 2002 года экипажем шаттла «Индевор» (сборочная миссия МКС 11А, миссия шаттла STS-113). Кроме оборудования для связи в S-диапазоне, на «P1» размещена ещё и коммуникационная система в диапазоне ультравысоких частот (УВЧ, англ. UHF).
Габариты: 13,7 x 4,6 x 1,8 метра (45 x 15 x 6 фута)

Масса: 14003 кг (30871 фунтов)

### P3/P4
«P3/P4» (англ. P3/P4 Trusses) — ферменные конструкции, являющиеся продолжением развития левого сегмента ITS, присоединены к ферме «P1» и выполняют функции, аналогичные фермам «S3» и «S4». Масса — 17,5 тонн. Конструкции были запущены 9 сентября 2006 года, на борту шаттла «Атлантис» в первой, после катастрофы «Колумбии», сборочной миссии (STS-115, ISS-12A). Монтаж был произведён с 11 по 12 сентября 2006 года.

### P5
«P5» (англ. P5 Truss) — небольшой сегмент, служащий для удлинения фермы «P6», был запущен на борту шаттла «Дискавери» (миссия STS-116) 7 декабря 2006 года и 12 декабря присоединён к ферме «P4», в ходе выхода астронавты также заменили неисправную камеру на сегменте «S1». Его необходимость обусловлена ограничением длины грузового отсека шаттлов и он состоит из самой фермы и кабельно-трубопроводных переходников.

### S3/S4
«S3/S4» (англ. S3/S4 Trusses) — ферменные конструкции, являющиеся продолжением развития правого сегмента ITS, присоединены к левой ферме «S1» и служат для размещения двух солнечных батарей по 73 метра и 60 киловатт, а также радиатора и системы поворота. Фермы были запущены на борту шаттла «Атлантис» 8 июня 2007 года, в ходе полёта STS-117. 11 июня сегменты были успешно переданы манипулятором шаттла на «Канадарм-2» и подсоединены к ферме «S1». Установку затруднили проблемы с компьютерным оборудованием на российском сегменте станции, предположительно вызванные статическим током, возникшим при подключении нового сегмента.

### S5/S6
«S5/S6» (англ. S5/S6 Trusses) — аналоги соответственно ферм «P5/P6», c установкой которых ITS полностью завершена, а энергоснабжение станции значительно увеличено, что позволяет проводить более энергозатратные научные исследования. Ферма «S5» была доставлена на МКС в ходе миссии «Индевор» STS-118. Сегмент массой 1584 кг был размещён в грузовом отсеке шаттла вместе с другой полезной нагрузкой. 11 августа 2007 года в 21:45 (UTC) астронавты Ричард Мастрачио и Давид Уильямс начали монтаж фермы «S5».
15 марта 2009 года стартовала миссия «Дискавери» STS-119 с фермой «S6» на борту. Эта ферма является последним крупным фрагментом МКС, который был поставлен Соединенными Штатами. «S6» имеет длину около 14 метров, масса всей конструкции 16 тонн, её стоимость составляет почти 300 миллионов долларов. 19 марта астронавты Смит Свэнсон и Ричард Арнольд вышли в открытый космос и осуществили монтаж сегмента «S6» ферменной конструкции.